# Andrew King (Politiker)

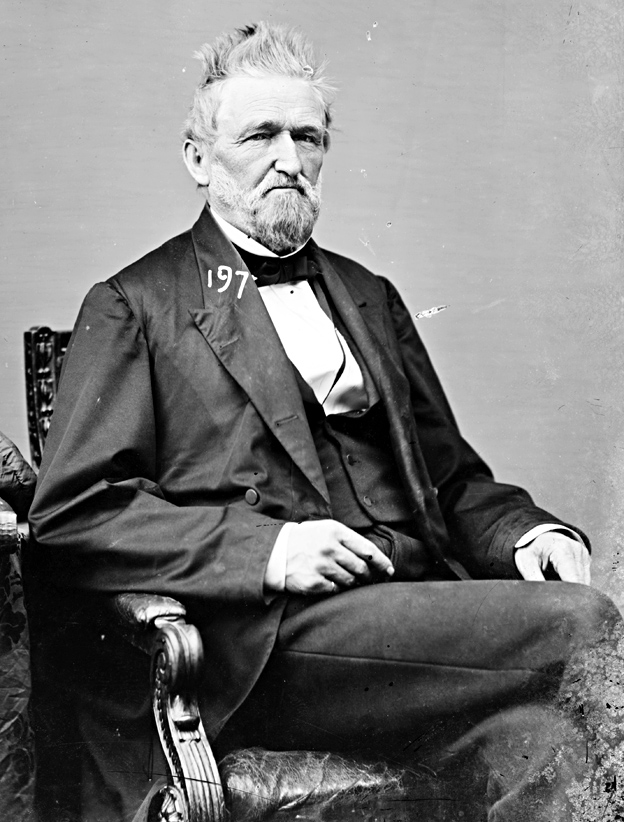
Andrew King

Andrew King (* 20. März 1812 im Greenbrier County, Virginia; † 18. November 1895 in Jefferson City, Missouri) war ein US-amerikanischer Politiker. Zwischen 1871 und 1873 vertrat er den Bundesstaat Missouri im US-Repräsentantenhaus.

## Werdegang
Der im heutigen West Virginia geborene Andrew King besuchte die öffentlichen Schulen seiner Heimat. Nach einem anschließenden Jurastudium und seiner Zulassung als Rechtsanwalt begann er in Saint Charles (Missouri) in diesem Beruf zu arbeiten. Gleichzeitig schlug er als Mitglied der Demokratischen Partei eine politische Laufbahn ein. Im Jahr 1846 gehörte King dem Senat von Missouri an; 1858 war er Abgeordneter im Repräsentantenhaus von Missouri. Zwischen 1859 und 1864 fungierte er als Richter im 19. Gerichtsbezirk seines Staates.
Bei den Kongresswahlen des Jahres 1870 wurde King im neunten Wahlbezirk von Missouri in das US-Repräsentantenhaus in Washington, D.C. gewählt, wo er am 4. März 1871 die Nachfolge von David Patterson Dyer antrat, den er bei der Wahl geschlagen hatte. Da er im Jahr 1872 auf eine erneute Kandidatur verzichtete, konnte er bis zum 3. März 1873 nur eine Legislaturperiode im Kongress absolvieren. Nach seinem Ausscheiden aus dem US-Repräsentantenhaus praktizierte Andrew King wieder als Anwalt. Er starb am 18. November 1895 in Jefferson City und wurde in Saint Charles beigesetzt.